# Korrelation (Signalverarbeitung)
Eine Korrelation (vom mittellateinischen correlatio für „(die) Wechselbeziehung“) in der Signalverarbeitung oder Bildverarbeitung beschreibt eine Beziehung zwischen zwei oder mehreren zeitlichen oder örtlichen Funktionen. Zwischen ihnen braucht jedoch keine kausale Beziehung zu bestehen. Das Korrelationsintegral ist die Basis dafür, wie ähnlich sich die zu untersuchenden Funktionen sind.
Die Funktionen können grundsätzlich kontinuierlich (stetig) oder diskret (Abtastwerte) sein. Beispiele hierfür können Funktionen über die Zeit oder über den Ort sein. Zeitfunktionen sind bei der zeitlichen Signalverarbeitung relevant. Funktionen über eine Ortsvariable sind vor allem bei der Bildverarbeitung von Bedeutung. Signale, wie sie in der Natur vorkommen, können als Funktionen abgebildet oder interpretiert werden.

## Signalverarbeitung
Bei Zeitfunktionen werden beispielsweise empfangene elektromagnetische Wellen mit den gesendeten elektromagnetischen Wellen korreliert. Hierbei werden zeitliche Signalfolgen (über die Zeitvariable t) korreliert, wobei das Wellenspektrum beliebig sein kann. Ein Beispiel ist die Verarbeitung von Radarsignalen. Hier wird z. B. das empfangene Radarecho mit dem gesendeten Radarsignal korreliert (verglichen), um zu sehen, ob es sich um das eigene oder ein fremdes Radarecho handelt (z. B. im militärischen Bereich). Ein ähnliches Beispiel ist die Erkennung von Mikrowellensignalen und deren Signalfolgen, z. B. bei Mobiltelefonen und anderen Geräten mit drahtloser Kommunikation.
Die Korrelation der zeitbasierten Signale und Informationen wird häufig hardware- oder softwaremäßig auf der jeweiligen Elektronik (z. B. FPGA, Signalprozessor) realisiert. Ein entscheidender Faktor für die Rechengeschwindigkeit ist die jeweilige Zeitbasis. Je kürzer die Zeiteinheiten sind, desto größer ist der Rechenaufwand.

## Bildverarbeitung
Die Korrelation ist gerade bei der Bildverarbeitung ein- oder mehrdimensionaler Daten, z. B. Bilder von großer Bedeutung. Bei der Bildverarbeitung wird jedoch der Zeitfaktor (z. B. t) durch eine Ortsvariable (z. B. x) einfach ersetzt. Das Bild wird als Signalfolge über den Ort interpretiert. Anders als bei Zeitfunktionen liegen bei Bildern nicht eine Zeitbasis, sondern Bildpunkte vor, die sogenannten Ortsfrequenzen. Die Ortsfrequenzen sind gewissermaßen die Auflösung des Bildes. Bei der Korrelation zweidimensionaler Bilder sind entsprechend zwei statt einer Ortsvariablen anzusetzen. Bei der Bildverarbeitung kann dann beispielsweise mittels Autokorrelation festgestellt werden, ob oder wo sich ein bestimmtes Objekt in einem Bild befindet. Das heißt, dass Objekterkennung möglich ist.
Im Gegensatz zur Korrelation von eindimensionalen zeitlichen Signalfolgen erfordert die Korrelation zweidimensionaler Signalfolgen (Familienfoto, Objekterkennung) einen ungleich höheren zeitlichen Berechnungsaufwand. Je nach Auflösung des Bildes sind entweder Sekunden, Stunden oder auch Tage nötig. Bei herkömmlichen Computern stellt dies ein großes Problem dar, wenn die Berechnung der Korrelation unter den Anforderungen eines Echtzeitsystems erfolgen muss.
Daher bietet sich gerade für die Bildverarbeitung von Bildern mit hoher Auflösung (z. B. 50 Millionen × 50 Millionen Bildpunkte) der Einsatz sogenannter optischen Rechnern an, welche die Vorzüge der Fourieroptik anwenden. Die Rechengeschwindigkeit eines optischen Rechners ist äußerst hoch und ermöglicht die Erfüllung von Echtzeitanforderungen. Dabei ist bei dieser Implementierung die Rechengeschwindigkeit unabhängig von der erforderlichen Bildauflösung. Die Bildauflösung selbst ist nur durch die Beugungsbegrenzung eingeschränkt. Die Rechengeschwindigkeit berechnet sich aus der Lichtgeschwindigkeit multipliziert mit der tatsächlichen Baulänge des optischen Rechners und der Berücksichtigung der Verarbeitungsgeschwindigkeiten der ggf. erforderlichen Ein- und Ausgabeelektronik.
Eine Anwendung der Korrelation von Bildern ist beispielsweise die Erkennung von bestimmten Objekten oder Strukturen. Strukturen können hierbei sein:
Das Muster eines Schüttguts (Größe oder Form), das Karomuster einer Tischdecke, Krebszellen, funktionelle oder nicht funktionelle Blutkörperchen.
Diese Anwendung ist sehr interessant, wenn die Aufgabenstellung die Erkennung oder Sortierung von Objekten ist (gut oder schlecht oder Anordnung nach Größe). Beispiel: Erkennung, ob ein Geldschein echt oder gefälscht ist.
Weiterhin können Bilder unter Zuhilfenahme der Korrelation selbst verändert werden, indem bestimmte Strukturen (Oberwellen) ausgefiltert werden. Beispiel: Befreiung der Aufnahme eines Fernsehbildschirms von dessen Bildpunkten, um ein glattes Bild zu erhalten. Um die Bildinformation der Bildschirmmaske zu entfernen, werden alle Frequenzanteile ausgefiltert, welche die Bildpunkte ausmachen. Übrig bleibt ein Bild ohne Bildpunkte. Eine nachträgliche Analyse gibt Aufschluss darüber, welche Frequenzanteile fehlen.
Eine weitere Anwendung wäre die Erhöhung oder Verminderung der Auflösung eines Bildes (maximal bis zu der Auflösung, die das optische Aufnahmesystem physikalisch erzeugen kann).

## Quantitative Beschreibung
Hier sollen die Zusammenhänge aus Sicht der Signalverarbeitung und Signalanalyse mit fortlaufenden Signalen beschrieben werden.

### Das Korrelationsintegral
Die Korrelation ist mathematisch durch das Korrelationsintegral für Zeitfunktionen beschrieben:
{\displaystyle \rho (\tau )=K\int _{-\infty }^{\infty }x(t)m(t+\tau ){\rm {d}}t}
Für komplexe Zeitfunktionen gilt:
{\displaystyle \rho (\tau )=K\int _{-\infty }^{\infty }x^{*}(t)m(t+\tau ){\rm {d}}t}
Der Wert K und die Integralgrenzen müssen den entsprechenden Funktionen angepasst werden:
{\displaystyle K={\begin{cases}1&{\text{bei aperiodischen Signalen}}\\{\frac {1}{2T}}&{\text{bei periodischen Signalen, die Integralgrenzen verlaufen dann von }}-T{\text{ bis }}T\\\lim \limits _{T\to \infty }{\frac {1}{2T}}&{\text{bei Zufallssignalen}}\end{cases}}}
x(t) ist die zu analysierende Funktion, m(t) ist die Musterfunktion.

### Musterfunktionm(t)
m(t) kann jede beliebige Musterfunktion sein. Sie sollte jedoch sinnvoll angepasst werden.
Das Korrelationsintegral geht je nach Musterfunktion {\displaystyle m(t)} über in andere Signaltransformationen:
- Fourier-Transformation: {\displaystyle m(t)=e^{-i\omega t}}
- Laplace-Transformation: {\displaystyle m(t)=e^{-st},s=\sigma +i\omega }
- Hilbert-Transformation: {\displaystyle m(t)={\frac {1}{\pi t}}}
- Autokorrelation: {\displaystyle m(t)=x(t)}
- Kreuzkorrelation: {\displaystyle m(t)=y(t)}
- Flächenberechnung: {\displaystyle m(t)=1}
- Walsh-Hadamard-Transformation
- Wavelet-Transformation

### Korrelationsfaktor als Maß für die Ähnlichkeit zweier Signale
Die Ähnlichkeit zweier Signale wird zunächst anhand zweier reellwertiger Energiesignale beschrieben, anschließend anhand zweier reellwertiger Leistungssignale. Die komplexwertigen Signale werden hier nicht weiter behandelt.
Die Signalenergie Es eines reellwertigen Signals s berechnet sich zu
{\displaystyle E_{s}=\int _{-\infty }^{\infty }s^{2}(t){\rm {d}}t.}
Betrachtet man zusammengesetzte Signale s(t) = x(t) + y(t), so führt das auf die Gleichung
{\displaystyle {\begin{aligned}E_{s}&=\int _{-\infty }^{\infty }s^{2}(t){\rm {d}}t\\&=\int _{-\infty }^{\infty }(x(t)+y(t))^{2}{\rm {d}}t\\&=\underbrace {\int _{-\infty }^{\infty }x^{2}(t){\rm {d}}t} _{E_{x}}+\underbrace {\int _{-\infty }^{\infty }y^{2}(t){\rm {d}}t} _{E_{y}}+\underbrace {2\int _{-\infty }^{\infty }x(t)y(t){\rm {d}}t} _{2E_{xy}}.\end{aligned}}}
{\displaystyle E_{x}} ist die Energie von x, und {\displaystyle E_{y}} ist die Energie von y. Die Größe {\displaystyle E_{xy}} heißt Kreuzenergie. Sie kann positiv, negativ oder null sein.
Es ist zweckmäßig, die Kreuzenergie mit den Signalenergien über die Gleichung
{\displaystyle E_{xy}=\rho {\sqrt {E_{x}E_{y}}}}
in Beziehung zu setzen.
Der Faktor {\displaystyle \rho } ist der Korrelationsfaktor, auch Korrelationskoeffizient genannt. Für ihn gilt stets: {\displaystyle \rho ^{2}\leq 1}, was mit Hilfe der Cauchy-Schwarzschen Ungleichung aus der Analysis bewiesen werden kann.
Die Energie des Gesamtsignals hängt nach den eben gemachten Ausführungen von der Signalenergie von x, der Signalenergie von y und dem Korrelationsfaktor {\displaystyle \rho } ab.
Der Korrelationsfaktor hat den Wert {\displaystyle \rho =1}, wenn man das Signal x(t) mit dem Signal {\displaystyle y(t)=|k|x(t)} korreliert. Man nennt das Signal in diesem Fall gleichläufig. Die Signalenergie des Gesamtsignals ist maximal.
Der Korrelationsfaktor hat den Wert {\displaystyle \rho =-1}, wenn man das Signal x(t) mit dem Signal {\displaystyle y(t)=-|k|x(t)} korreliert. Man nennt das Signal in diesem Fall gegenläufig. Die Signalenergie des Gesamtsignals ist minimal.
Eine Besonderheit liegt vor, wenn der Korrelationsfaktor den Wert {\displaystyle \rho =0} annimmt. Man nennt beide Signale dann orthogonal (bei Energiesignalen darf man auch sagen: unkorreliert).
Der Korrelationsfaktor ist, wie an den Beispielen klar wird, ein Maß dafür, wie ähnlich sich zwei Signale sind.
Bei Leistungssignalen finden sich ähnliche Zusammenhänge. Für die Signalleistung {\displaystyle P_{s}} eines Signals {\displaystyle s(t)=x(t)+y(t)} ergibt sich
{\displaystyle {\begin{aligned}P_{s}&=\lim _{T\to \infty }{\frac {1}{2T}}\int _{-T}^{T}s^{2}(t){\rm {d}}t\\&=\lim _{T\to \infty }{\frac {1}{2T}}\int _{-T}^{T}(x(t)+y(t))^{2}{\rm {d}}t\\&=\underbrace {\lim _{T\to \infty }{\frac {1}{2T}}\int _{-T}^{T}x^{2}(t){\rm {d}}t} _{P_{x}}+\underbrace {\lim _{T\to \infty }{\frac {1}{2T}}\int _{-T}^{T}y^{2}(t){\rm {d}}t} _{P_{y}}+\underbrace {2\lim _{T\to \infty }{\frac {1}{2T}}\int _{-T}^{T}x(t)y(t){\rm {d}}t} _{2P_{xy}}.\end{aligned}}}
Hier bestimmt der Kreuzleistungsfaktor {\displaystyle {\overline {\rho }}={\tfrac {P_{xy}}{\sqrt {P_{x}P_{y}}}}} den Grad der Übereinstimmung beider Signale. Für {\displaystyle {\overline {\rho }}=0} nennt man beide Signale orthogonal. Je größer {\displaystyle {\overline {\rho }}^{2}} ist, umso größer ist die Wahrscheinlichkeit, dass beide Signale etwas miteinander zu tun haben.

### Autokorrelationsfunktion
In der Signalverarbeitung nutzt man für verschiedene Anwendungen die Kreuzkorrelationsfunktion eines Signals mit sich selbst, die sogenannte Autokorrelationsfunktion  (AKF). Sie beschreibt die Ähnlichkeit eines Signals mit sich selbst.
Für ein reellwertiges Leistungssignal berechnet sie sich aus
{\displaystyle \Psi _{xx}(\tau )=\lim \limits _{T\to \infty }{{\frac {1}{2T}}\int \limits _{-T}^{T}{x(t)\cdot x(t+\tau ){\rm {d}}t}}}.
Bei Energiesignalen ergibt sich in ähnlicher Weise
{\displaystyle \Psi _{xx}^{E}(\tau )={\int \limits _{-\infty }^{\infty }{x(t)\cdot x(t+\tau ){\rm {d}}t}}}.
Bei komplexwertigen Signalen ergibt sich:
{\displaystyle {\underline {\Psi }}_{xx}(\tau )=\lim \limits _{T\to \infty }{{\frac {1}{2T}}\int \limits _{-T}^{T}{{\underline {x}}^{*}(t)\cdot {\underline {x}}(t+\tau ){\rm {d}}t}}}.
und
{\displaystyle {\underline {\Psi }}_{xx}^{E}={\int \limits _{-\infty }^{\infty }{{\underline {x}}^{*}(t)\cdot {\underline {x}}(t+\tau ){\rm {d}}t}},}
wobei der Stern die konjugiert komplexe Zahl bedeutet.

## Anwendungen

### Anwendung in der Bildverarbeitung
In der Bildverarbeitung nutzt man Korrelationsfunktionen unter anderem zur genauen Lokalisierung eines Musters (der Musterfunktion im Sinne der mathematischen Korrelation) in einem Bild. Dieses Verfahren kann z. B. zur Auswertung von Stereobildpaaren verwendet werden. Um die räumliche Koordinate eines Punktes berechnen zu können, muss eine eindeutige Zuordnung von Objekten im linken Bild zu den Objekten im rechten Bild existieren. Dazu nimmt man einen kleinen Ausschnitt aus dem einen Bild – das Muster – und korreliert ihn zweidimensional mit dem anderen Bild. Die so erhaltenen Koordinaten eines Objektpunktes oder -merkmals im linken und rechten Bild kann man mit Methoden der Photogrammetrie in räumliche Koordinaten umwandeln.

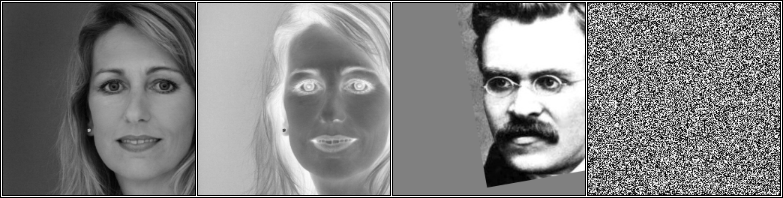
Vier Fotos

Die Fotos der Bildfolge links zeigen eine junge Frau, ihr Negativbild, Nietzsche und ein zufälliges Rauschmuster.
Um zu testen, ob das Foto der jungen Frau auch in den verrauschten Bildern wiederzufinden ist, wurden alle vier Bilder zunächst mit einem weißen Gaußschen Rauschen überlagert und dann mit ihrem Foto (erstes Foto der Bildfolge) korreliert.

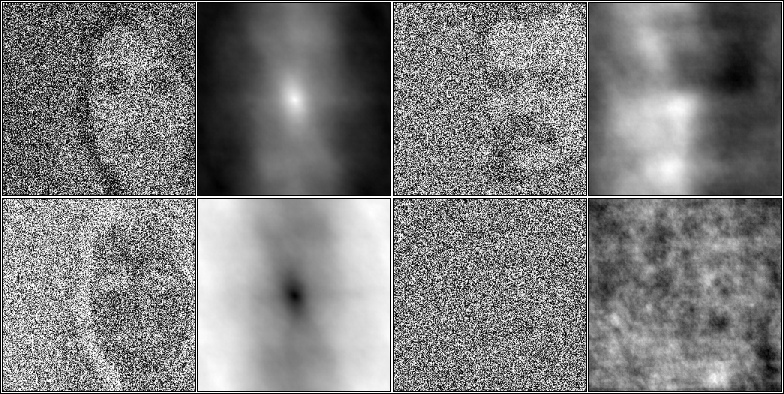
Korrelationsbilder (siehe Text)

Das Ergebnis sieht man in der Bildzusammenstellung rechts.
Undeutlich zu erkennen sind die Ausgangsbilder. Rechts neben ihnen stehen die Korrelationsrechnungen.
Das Korrelationsbild von Nietzsche zeigt wenig Übereinstimmungen mit dem der jungen Frau, das Rauschmusterbild fast gar keine. Gut zu erkennen ist die positive und negative Korrelation mit den Bildern, die die Frau und ihr Negativ zeigen.
Im weiteren Sinn basieren sog. optische Rechner (Fourier-Optik, 4f) auf der Korrelation.
Die auch als Fourier-Korrelatoren bezeichneten Systeme korrelieren Bilder mit Hilfe von Hologrammen.
Durch eine 4f-Optik lässt sich die Korrelation im Frequenzraum durch einen rein physikalischen Prozess
mit nahezu Lichtgeschwindigkeit erzielen. Notwendig ist eine optische Bank mit entsprechendem Linsensystem und Fourierlinse.

### Anwendung in der Tonverarbeitung
Die Korrelation beschreibt bei der Stereofonie die Ähnlichkeit von Signalen. Der normierte Korrelationsfaktor oder Korrelationskoeffizient ist ein Ähnlichkeitsmaß zweier Signale und berechnet sich vereinfacht aus dem möglichst großen Zeitintegral der Amplitudendifferenz dieser beiden Signale. Er wird angenähert von Korrelationsgradmessern angezeigt, wobei diese in der Praxis allerdings nur einen Phasenbezug mit einer sehr kleinen Integrationszeit unter einer Sekunde untersuchen.
Als Messgerät wird in der Tontechnik der Korrelationsgradmesser oder das Goniometer verwendet.

### Anwendung in der Mehrkanal-Signalübertragung
In der Nachrichtentechnik werden aus ökonomischen Gründen Verfahren eingesetzt, eine Vielzahl von untereinander unabhängigen Signalen (z. B. die Telefonsignale vieler Teilnehmer oder die Bild- und Tonsignale vieler Fernseh- oder Tonrundfunksender) über das gleiche Übertragungsmedium (Draht, Kabel, Funkstrecken, Lichtwellenleiter) zu übertragen. Um solche Kanalbündel nach der Übertragung, also auf der Empfängerseite, wieder störungsfrei „entbündeln“ zu können, müssen die Einzelsignale „unterscheidbar“ sein. Das bedeutet, dass die senderseitig zu einem Bündel zusammengefassten Einzelsignale untereinander (jedes mit jedem) orthogonal sein müssen, was der Grund dafür ist, dass z. B. in einem Funkfrequenzband nur eine beschränkte Menge an Kanälen zur Verfügung stehen. Die Orthogonalitätsbedingung ist in zwei Fällen trivial erfüllt, nämlich dann, wenn die einzelnen Signale sich spektral oder zeitlich nicht überlappen. In diesem Fall ist bereits das Produkt der Spektren der Einzelsignale oder das Produkt der Zeitfunktionen der Einzelsignale jeweils gleich Null, das Korrelationsintegral daher ebenfalls. Die deshalb auch technisch einfache Realisierung dieser beiden Fälle sind das Frequenzmultiplex- und das Zeitmultiplexverfahren. Mit modernen mikroelektronischen Technologien ist es nun aber auch möglich geworden, orthogonale Signale zu (de)multiplexen, die sich sowohl spektral als auch zeitlich gegenseitig überdecken (Codemultiplextechnik). Hier muss empfängerseitig tatsächlich die Korrelationsfunktion ermittelt werden. Das erfolgt in der Regel durch den Einsatz eines  Optimalfilters.

### Anwendung beim Signalempfang
Bei jeder Art von Signalübertragung treten Störungen verschiedener Art auf, mindestens aufgrund des thermischen Rauschens von Elektronen oder Photonen, die zur elektrischen oder optischen Signalübertragung notwendig sind. Auf der Empfängerseite entsteht also das Problem, das Signal mit einer maximalen Sicherheit vom Störsignal zu trennen. Das gelingt theoretisch umso besser, je mehr beim Empfänger über das Sendesignal bekannt ist (etwa über den Zeitverlauf eines gesendeten Radarsignals). In diesem Fall ist der Korrelationsempfang, d. h. die empfängerseitige Korrelation des ankommenden gestörten Signals mit einem Muster des Sendesignals die theoretisch optimale Lösung der Empfängerrealisierung. Dieses Prinzip wird nicht nur in der Radartechnik, sondern auch in der Natur angewendet, beispielsweise bei der Ultraschallortung der Fledermäuse.